# みなみありす
みなみ ありす（みなみ ありす、1978年5月13日 - ）は日本の元AV女優。趣味は映画鑑賞。

## 略歴・人物
神奈川県出身。1997年5月に「聖少女」でAVデビュー。同年7月には、写真集「南の国のアリス」が発売された。1998年に引退した。

## 出演作品

### アダルトビデオ
1997年
- 聖処女（5月30日）＊デビュー作
- ひとかけらの純情（6月25日）
- 濡れた放課後（7月30日）
- ありすプライバシー（8月25日）
- 美乳姫解禁エクスタシー（9月25日）
- NEO出血大制服 35（10月25日）
- みなみありすとFUCKする!!（11月15日）
- AVアイドル伝説（12月5日）
- Love 2 ありす（12月6日）

1998年
- みなみありすの生フィギュア（2月28日）
- ラストダンス ずっと貴方の心の中に（4月25日）＊引退作品
- プレミアムコレクション（6月5日）※総集編、撮りおろしあり
- コスプレ淫乱ドール（8月2日）

1999年
- NEO出血大制服 スーパーコレクション 5 天野未来・舞島美織・光月夜也・みなみありす 他 全7名（1月15日）
- ぷるるんドール（3月4日）
- nudish（7月30日）

2000年
- アトラスMEGA MIX 2 金沢文子・小林ひとみ・有賀美穂・草凪純・みなみありす 他 全18名（10月13日）

2001年
- NEO出血大制服 完全版 VOL.1 若菜瀬奈・三田友穂・みなみありす・瞳リョウ・北原梨奈・藤谷しおり 他（1月17日）
- ナースの御奉仕【AV業界を代表する10人の女優たちがナース姿で完全看護】 みなみありす・小室友里・桜井風花・川浜なつみ 他 全10名（9月11日 A01-091）
- fetish（10月26日）

2002年
- 麗しの聖処女たち（3月12日）他出演:可愛あずさ、児島香緒里、ひろせまなつ、安西美優、深田里菜
- A.I. ATLAS INTEGRAL しいな純菜・ひろせまなつ・みなみありす・葵みのり・鮎川あみ 他 全50名（6月21日）
- Atlas Adult Actress Vol.3 17人の射激祭 小沢まどか・みなみありす・遠野小春・葵みのり 他 全17名（11月12日）

2003年
- BEST 4時間 みなみありす（11月26日）＊「聖処女」「ひとかけらの純情」「濡れた放課後」「ありすプライバシー」を収録

2004年
- BEST 4時間 みなみありす 2（3月26日）＊「美乳姫監禁エクスタシー」「みなみありすとFUCKする」「みなみありすの生フィギュア」「ラストダンス」を収録
- ホスピタルエンジェル みなみありす・金沢文子・桜井風花・小室友里 他 全13名（3月31日 BVD-34）
- NEO出血大制服 ノーカット VOL.11（4月30日）他出演:北原梨奈、伊藤きらら、三田友穂
- ATLAS TWENTY ONE 小林ひとみ・あいだもも・うさみ恭香・しいな純菜・みなみありす 他 全60名（8月20日）

2015年
- アトラス MEGA MIX 2 極上の女神たち 金沢文子・朝岡実嶺・みなみありす・草凪純・小林ひとみ 他 全18名（8月31日）

※以上アトラス21より発売･レンタル。
1998年
- 口唇 SERVICE LIP 水城ちなつ・清水くらら・日吉亜衣・みなみありす 他（1998年）
- イメクラ天国 麗華・矢吹まりな・芹澤あゆみ・みなみありす・小沢奈美 他（1998年）

1999年
- 女神Vol.1 みなみありす・メイファ・三浦あいか・三田友穂・小室友里 他 全19名（1999年12月10日 ARD-013）
- ナースの誘惑 みなみありす・瞳リョウ・島田百合花・憂花かすみ（1999年）

2000年
- AV2000 Vol.1 しいな純菜・みなみありす・メイファ・可愛あずさ・可愛ゆう 他（2000年8月25日）
- 口唇伝説 みなみありす・鮎川真理・安曇野まり・橘優樹 他（2000年8月31日）

2001年
- 制服ヴィーナス みなみありす・永井まどか・岡本千夏・夏樹みゆ 他（2001年5月18日）
- ナースの悪戯 みなみありす・安曇野まり・小室友里・上原あやか 他（2001年7月27日）

2002年
- SUPER 制服大図鑑 4時間DX 新山愛里・後藤まみ・小沢まどか・瞳リョウ 他（2002年10月25日）
- SUPERナース大図鑑 4時間DX 鮎川あみ・小沢まどか・桜井風花・みなみありす 他（2002年11月15日）

2003年
- SUPERおしゃぶり大図鑑 4時間DX 小池亜弥・佐々木愛子・メイファ・持田あゆみ・みなみありす 他（2003年1月24日）
- THE 巨乳 Fucker 4時間 鮎川あみ・みなみありす・桜樹ルイ・井上千尋 他（2003年10月24日）

2004年以降
- THE 女子校生 FUCKER 4時間（2004年4月23日）他多数出演
- THE ブルセラ FUCKER 4時間 みなみありす・岡本千夏・夏樹みゆ・小室友里・上原あやか 他（2006年3月17日）

※以上メディアバンクより発売
- AVアイドル伝説Special 3（2007年12月19日）他出演:柚木真奈、安西美優、可愛あずさ、児島香緒里、麻宮淳子
- AV殿堂作品!! S級女優COLLECTION8時間 VOL.2（2008年1月19日）他出演:坂巻リオナ、琴野まゆ、青木怜奈、池野瞳、瞳リョウ、有賀美穂、立花まりあ、涼川あんな、一美舞、糸篠あみ、相原涼
- 超過激! 人気女優コスプレFUCK8時間 みなみありす・有賀みほ・鈴木麻奈美・麻生早苗 他（2008年2月19日）

※以上A-BOXより発売
- みなみありすスペシャルコレクション（1998年11月10日、二見書房）
- Venus Re-mix Vol.4 渡瀬晶・夏樹みゆ・みなみありす・水野はるき・光月夜也・桜井風花（2001年7月27日、アリスJAPAN）
- あの人気女優のコスプレFUCK 8時間 上原あやか・有賀美穂・みなみありす・麻生早苗 他 全13名（2009年3月7日、北都）
- 全部、見せます。あのアイドルたちのお宝FUCK 8時間 	みなみありす・永井まどか・吉村彩・高木理佐 他 全15名（2009年6月7日、北都）
- 夜のAVヒットスタジオ ゴージャス300分（2009年9月26日、群雄社）他出演:麻生早苗、五島めぐ、美穂由紀、いとうしいな、三浦あいか、藤谷しおり など9名
- 巨乳AV女優の頂点 1980-90年代セレクション 松坂季実子・橘ますみ・藤谷しおり・川浜なつみ・みなみありす 他 全24名（2012年2月13日、オールアダルトジャパン）

### オリジナルビデオ
- 人妻・覗かれた情欲 ラブ・トラップ（1998年1月21日 ミュージアム）監督:光石富士朗 ※「南ありす」名義[4]
- 人妻 The Best 2（2005年12月25日 GPミュージアム）監督:藤原健一 ※「南ありす」名義 ＊4話のオムニバス[5]

## 出版

### 写真集
- 南の国のアリス（1997年7月4日、リイド社）撮影:井ノ元浩二

### 雑誌
- Bejean 1997年12月号、1998年2月号（英知出版）
- ビデオ情報 爽春増刊号 No.109（1998年2月28日、日本文芸社）